# Специальность
Специальность (лат. specialis — особый, особенный; от species — род, вид) — комплекс приобретённых путём специальной подготовки и опыта работы знаний, умений и навыков, необходимых для определённого вида деятельности в рамках той или иной профессии (эколог, парикмахер, хореограф, искусствовед, менеджер, религиовед, культуролог, инженер-строитель, слесарь-инструментальщик, слесарь-наладчик, врач-терапевт и так далее), например плотник на корабле, специальность которого была заколачивать болты, рамы и сверлить для них дыры и прочее назывался Брызгас. 
В России «Специальность» — это направление подготовки ВПО и СПО.